# Ucieczka z Colditz
Ucieczka z Colditz (ang. Colditz) – brytyjski dramat wojenny z 2005 roku w reżyserii Stuarta Orme'a.

## Opis fabuły
Akcja filmu rozpoczyna się w Londynie w 1939 r., gdzie młody porucznik Jack Rose żegna się z ukochaną przed wyjazdem na front (zapewne w Norwegii).
Następnie (w filmie 3 miesiące później) pokazana jest ucieczka mężczyzny ze stalagu w Biberach wraz z trzema innymi jeńcami: Nicholasem McGrade’m, kapitanem Tomem Willisem i Collinsem. Strażnicy odkrywają ucieczkę i zaczynają strzelać do jeńców. Ginie Collins, a McGrade zostaje oddzielony od Jacka i Willisa. Jack wraz z kompanem docierają do wsi, gdzie okradają niemieckie gospodarstwo. Tam spotykają McGradego, który zmylił pościg. Od teraz razem przedzierają się przez Bawarię w kierunku Szwajcarii.
Jeńcy docierają do granicy, jednak żołnierze niemieccy ich odnajdują. McGrade chowa się w pociągu, pozostali zaś zostają złapani. Przed schwytaniem Jack prosi McGradego, aby odnalazł jego ukochaną w Londynie. Jack i Willis zostają przeniesieni do oflagu w zamku Colditz nieopodal Lipska. Jest to „najlepiej strzeżony” oflag w III Rzeszy, z którego nie ma ucieczki.
W tym czasie McGrade, jako sławny pierwszy uciekinier, żyje wygodnie w brytyjskiej ambasadzie w Zurychu. Zostaje jednak wciągnięty w bójkę w szwajcarskim barze i ambasada nakazuje mu opuszczenie kraju.
Tymczasem w Colditz Jack i Willis zaprzyjaźniają się z dwoma lotnikami: Kanadyjczykiem Rhettem Barkerem i Anglikiem Warrenem. Po kilku dniach Willis obmyśla plan ucieczki. Wraz z polskim inżynierem Janem chcą przecisnąć się przez kanalizację zamku i uciec przez odpływ. Do ucieczki przyłącza się Jack. Pomaga im również Barker, który przekupuje niemieckiego strażnika Meisnera, aby ten otworzył bramę zamku i „nie zauważył” ucieczki. Po kilkugodzinnym przeciskaniu się przez kanał jeńcy odnajdują właz, Meisner zaś otwiera bramę. Nagle wybiegają strażnicy i zatrzymują uciekinierów. Cała trójka zostaje osadzona w karcerze na trzy miesiące.
W tym samym czasie McGrade trafia do Londynu. Otrzymuje przydział w specjalnej jednostce zajmującej się pomocą dla uciekinierów z obozów jenieckich, oraz zostaje awansowany z kaprala na porucznika. Odnajduje również ukochaną Jacka, Lizzy Karther, w której się zakochuje.
W Colditz Jack i Willis wychodzą z karceru. Dowiadują się, że Meisner ich wydał. Okazuje się również, że do Colditz przybyli jeńcy z całej Europy, którzy próbowali ucieczek. Utworzony zostaje „Uniwersytet Zbiega”, mający pomagać jeńcom w ucieczkach. Z jego usług korzystają Jack i Willis. Rodzi się drugi plan ucieczki.
W Londynie McGrade stara się o względy Lizzy. W końcu posuwa się do tego, że przekierowuje pocztę Jacka do siebie, a sam podrabia komunikat o jego śmierci w trakcie ucieczki i wysyła go Lizzy. Jego plany przerywa misja z dowództwa. Ma utworzyć punkt przerzutowy jeńców z Włoch do Francji Vichy.
W Colditz dopracowywany jest plan drugiej ucieczki Jacka. Willis i Holender Tony de Jongh przebrani za strażników chcą wyjść z zamku. Pomaga im też fałszerz Sawyer, który ma plan ucieczki. Barker zdobywa dokumenty i części mundurów, handlując z Niemcami, również z Meisnerem. Ten dostarcza mu morfiny, od której Barker jest uzależniony. W końcu po niemal roku od ostatniej ucieczki Jack próbuje drugi raz. Z początku pomysł wygląda obiecująco, lecz niemiecki oficer rozpoznaje jeńców i zatrzymuje ich. Tony próbuje uciec, ale zostaje postrzelony. Nawet komendant obozu jest pod wrażeniem planu ucieczki.
Sawyer ucieka w przebraniu niemieckiego elektryka. Przedostaje się do Polski, a potem do Anglii i również trafia do oddziału, w którym służy McGrade. W tym czasie oddział ten przygotowuje się do pierwszej akcji przemycania w paczkach Czerwonego Krzyża artykułów pomocy dla zbiegów.

## Obsada
- Jack Rose – Tom Hardy
- Tom Willis – Laurence Fox
- Nicholas McGrade – Damian Lewis
- Lizzie – Sophia Myles
- Jimmy Fordham – James Fox
- Rhett Barker – Jason Priestley
- Bunny Warren – Timothy West
- mjr Fritz Werner – Rüdiger Vogler